# Dysphania
Dysphania är ett släkte av fjärilar. Dysphania ingår i familjen mätare.

## Dottertaxa tillDysphania, i alfabetisk ordning[1]
- Dysphania abnegata
- Dysphania abrupta
- Dysphania adempta
- Dysphania affluens
- Dysphania agorius
- Dysphania albescens
- Dysphania albimacula
- Dysphania albipunctulata
- Dysphania alloides
- Dysphania andamana
- Dysphania andersonii
- Dysphania antianira
- Dysphania arcuata
- Dysphania ares
- Dysphania auctata
- Dysphania aurilimbata
- Dysphania auriplaga
- Dysphania auriplena
- Dysphania auristriga
- Dysphania auroguttata
- Dysphania azurea
- Dysphania balistaria
- Dysphania bastelbergeri
- Dysphania bellicosa
- Dysphania bellissima
- Dysphania bellona
- Dysphania bellonaria
- Dysphania bernsteinii
- Dysphania bicolor
- Dysphania binotata
- Dysphania bivexillata
- Dysphania buruensis
- Dysphania caeruleoplaga
- Dysphania cancellata
- Dysphania centralis
- Dysphania chalybeata
- Dysphania chrysocraspedata
- Dysphania chrysostathes
- Dysphania combinata
- Dysphania confluens
- Dysphania conspicua
- Dysphania contraria
- Dysphania cuprina
- Dysphania cyane
- Dysphania cyanoptera
- Dysphania decoloratula
- Dysphania deflavata
- Dysphania discalis
- Dysphania doubledayi
- Dysphania electra
- Dysphania endoleuca
- Dysphania excubitor
- Dysphania fannitta
- Dysphania fenestrata
- Dysphania flavata
- Dysphania flavicorpus
- Dysphania flavidiscalis
- Dysphania flavifrons
- Dysphania flavimargo
- Dysphania floridensis
- Dysphania fruhstorferi
- Dysphania fulvilauta
- Dysphania glaucescens
- Dysphania gloriosa
- Dysphania goramensis
- Dysphania helenetta
- Dysphania horsfieldi
- Dysphania hyperedys
- Dysphania imperatrix
- Dysphania imperialis
- Dysphania interrupta
- Dysphania irrepleta
- Dysphania isolata
- Dysphania jessica
- Dysphania kuhnii
- Dysphania latiflava
- Dysphania latigrisea
- Dysphania latiplaga
- Dysphania leucophorata
- Dysphania longimacula
- Dysphania ludifica
- Dysphania lunulata
- Dysphania luteomaculata
- Dysphania luteopicta
- Dysphania lutescens
- Dysphania lyra
- Dysphania magnifica
- Dysphania malayanus
- Dysphania malayaria
- Dysphania manillaria
- Dysphania marina
- Dysphania mars
- Dysphania martiaria
- Dysphania melleata
- Dysphania militaris
- Dysphania minervaria
- Dysphania nelera
- Dysphania nias
- Dysphania niepelti
- Dysphania nigromarginata
- Dysphania nigrostriata
- Dysphania numana
- Dysphania numanaria
- Dysphania numenia
- Dysphania palestraria
- Dysphania palmyra
- Dysphania palmyraria
- Dysphania patula
- Dysphania paupera
- Dysphania percota
- Dysphania peregrina
- Dysphania pilosa
- Dysphania plena
- Dysphania poeyii
- Dysphania porphyroides
- Dysphania proba
- Dysphania prunicolor
- Dysphania pugnataria
- Dysphania quadriplagiata
- Dysphania recessa
- Dysphania regalis
- Dysphania regnatrix
- Dysphania remota
- Dysphania roepstorfii
- Dysphania sagana
- Dysphania schoutensis
- Dysphania scyllea
- Dysphania selangora
- Dysphania semiflava
- Dysphania semifracta
- Dysphania semifulva
- Dysphania sericata
- Dysphania siamensis
- Dysphania snelleni
- Dysphania sodalis
- Dysphania spectabilis
- Dysphania splendida
- Dysphania subalbata
- Dysphania submutata
- Dysphania subrepleta
- Dysphania sumatrensis
- Dysphania supergressa
- Dysphania tasmaniae
- Dysphania tasmanicaria
- Dysphania tentans
- Dysphania thyriantina
- Dysphania transducta
- Dysphania transgressa
- Dysphania translucida
- Dysphania transversa
- Dysphania turbatrix
- Dysphania tyrianthina
- Dysphania velata
- Dysphania velitaria
- Dysphania vulcanus
- Dysphania xanthora